# Nurislam Sanayev
Nurislam Sanayev (Artas Sanaa (en russe : Артас Санаа) avant 2016; né le 9 février 1991 à Tchadan, Touva, en RSFS de Russie) est un lutteur libre russe naturalisé kazakh en 2016, d’ethnie touvaine.
Il participe aux Jeux olympiques de 2016 sous les couleurs du Kazakhstan. Il remporte la médaille de bronze des moins de 57 kg aux Championnats d'Asie de lutte en 2017 et la médaille d'or des moins de 61 kg aux Championnats d'Asie 2018.
Il est médaillé d'argent des moins de 57 kg aux Championnats du monde de lutte 2018.